# Sko (eksperimentalfilm)
|  | Denne artikel er oprettet af botten Steenthbot ud fra en ekstern database. Den kan derfor have sproglige fejl eller mangler. Denne skabelon kan fjernes efter kontrol af indholdet. |

 For alternative betydninger, se Sko (flertydig). (Se også artikler, som begynder med Sko)
Sko er en dansk eksperimentalfilm fra 1979 instrueret af Poul Gernes.

## Handling
Filmen består af en serie tableauer med sko fra forskellige historiske perioder. Hvert par fremtræder på samme blå baggrund indrammet af en lyseblå kniplingskant, som Gernes har lavet af plasticdug. Det er også Gernes, der har arrangeret hvert par sko, så deres form og historiske præg træder frem.